# Thamnodynastes sertanejo
Thamnodynastes sertanejo — вид змій родини полозових (Colubridae). Ендемік Бразилії.

## Поширення і екологія
Thamnodynastes sertanejo мешкають в басейні річки Сан-Франсиску в бразильських штатах Мінас-Жерайс, Баїя, Сержипі, Алагоас, Пернамбуку і Ріу-Гранді-ду-Норті. Вони живуть в сухих чагарникових заростях каатинги.